# Graafschap Katzenelnbogen

Wapen van Eberhard IV. von Katzenelnbogen (1350)

Katzenelnbogen was een graafschap binnen het Heilige Roomse Rijk.

## Katzenelnbogen als zelfstandig graafschap
Omstreeks 1095 werd ten zuidwesten van Limburg an der Lahn de burcht Katzenelnbogen gebouwd. Naar deze burcht noemde zich een geslacht dat in 1138 de graventitel ging voeren. De graventitel hield verband met het erven van het graafschap in de Kraichgau. De graven wisten hun bezit sterk uit te breiden, waarbij twee complexen ontstonden:
- het neder-graafschap rond de burcht Rheinfels met Braubach, Sankt Goar, Bad Schwalbach en Burgschwalbach
- het opper-graafschap rond Darmstadt met Rüsselsheim, Groß-Gerau en Zwingenberg.

Na de dood van Diether II in 1244 werd het graafschap gedeeld onder zijn zoons:
- Diether III kreeg Alt-Katzenelnbogen (uitgestorven in 1403)
- Eberhard kreeg Neu-Katzenelnbogen (uitgestorven in 1479)

Ten gevolge van het huwelijk van Jan III van Neu-Katzenelnbogen met de dochter van de laatste graaf van Alt-Katzenelnbogen, Anna, werden beide delen in 1403 weer herenigd.
In 1453 kocht de laatste graaf Philips een kwart van het graafschap Diez (of Dietz). Erfgename in Katzenelnbogen en een kwart van Diez was in 1479 zijn dochter Anna, die gehuwd was met landgraaf Hendrik van Hessen-Marburg. Omdat graaf Philips nog hertrouwde met een gravin van Nassau-Dillenburg werd de successie door Hessen aanvankelijk bedreigd. De landgraaf van Hessen bestuurde sinds 1470 al het opper-graafschap in Darmstadt.

## Katzenelnbogische Successieoorlog
Na het uitsterven van Hessen-Marburg in 1500 brak er een successiestrijd uit tussen Hessen en Nassau-Dillenburg.
Landgraaf Willem van Hessen-Marburg, de zoon van landgraaf Hendrik en Anna van Katzenelnbogen had het graafschap bij testament vermaakt aan zijn neef Willem II van Hessen-Kassel. Zijn zuster Elizabeth die gehuwd was met graaf Jan van Nassau-Dillenburg (de grootvader van Willem van Oranje) maakte ook aanspraak op het graafschap Katzenelnbogen en het kwart van Dietz. Een proces bij het Rijkskamergerecht stelde Nassau in het gelijk. Elizabeth kreeg de helft van de erfenis toegewezen, haar zuster (hertogin Mechtild van Gulik) de andere helft. Hessen weigerde echter het gebied over te dragen. Omdat de graven van Nassau-Dillenburg een goede relatie hadden met keizer Karel V en ze de aanspraken van de zuster in Gulik hadden kunnen overnemen, leken ze toch nog in het bezit te komen van het graafschap. Hessen wist de kwestie te mengen met de rijkspolitiek. Als leider van de protestantse vorsten tegen de keizerlijke politiek negeerde Filips I van Hessen de uitspraken van de keizer. Na de nederlaag van de protestantse vorsten veranderde de situatie weer totaal.

## Katzenelnbogen als deel van Hessen
Uiteindelijk werd de zaak geregeld in het Frankfurter verdrag van 30 juni 1557. Hessen behield Katzenelnbogen, maar stond het aandeel in Dietz aan Nassau af. Verder stond Hessen zijn aandeel in Hadamar af. Al met al was het een nederlaag voor Nassau, dat wel het wapen en de titel van Katzenelnbogen bleef voeren.
Bij de verdeling van het landgraafschap Hessen in 1567 kwam aan Hessen-Darmstadt:
- het opper-graafschap met de ambten Darmstadt, Kelsterbach, Rüsselsheim, Dornberg, Jägersburg, Zwingenberg en Lichtenberg
- het gemeenschappelijk gebied Umstadt
- het aandeel in de heerlijkheid Eppstein
- het ambt Braubach
- het kerspel Katzenelnbogen (behoorde oorspronkelijk tot het neder-graafschap)

Aan Hessen-Rheinfels kwamen:
- het neder-graafschap met de ambten Rheinfels, Reichenberg en Hohenstein
- het ambt of de voogdij Pfalzfeld (op de linker Rijnoever met acht dorpen)
- de helft van het vier-herenland

Na het uitsterven van Hessen-Rheinfels in 1583 kwam hun deel van het graafschap Katzenelnbogen aan Hessen-Kassel. In 1648 kwam het vervolgens aan de zijlinie Hessen-Rotenburg zonder de landshoogheid.

## Katzenelnbogen na 1797
Bij de inlijving van de linker Rijnoever bij Frankrijk in 1797/1801 ging een deel van het ambt Rheinfels (Sankt Goar) verloren.
In 1803 stond Hessen-Darmstadt de ambten Katzenelnbogen en Braubach en de voogdij Ems (gemeenschappelijk met Nassau-Oranje) af aan het vorstendom Nassau-Usingen.
Bij de opheffing van Hessen-Kassel door Frankrijk kwam het neder-graafschap onder direct bestuur van Frankrijk.
Na de Franse nederlagen werd het bestuur van Hessen-Kassel op 1 november 1813 hersteld.
Op 17 november 1816 stond Hessen-Kassel het gebied af aan het hertogdom Nassau. Koning Willem-Alexander der Nederlanden voert momenteel de titel graaf van Katzenelnbogen.